# Соборна церква Святої Трійці (Свиштов)

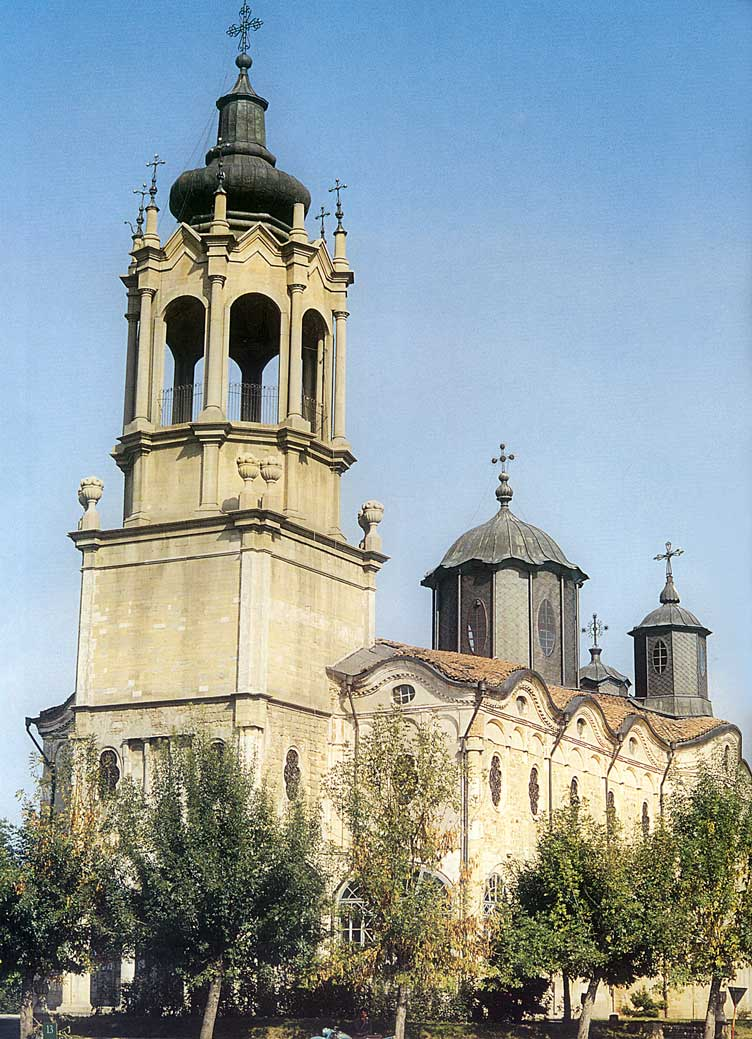

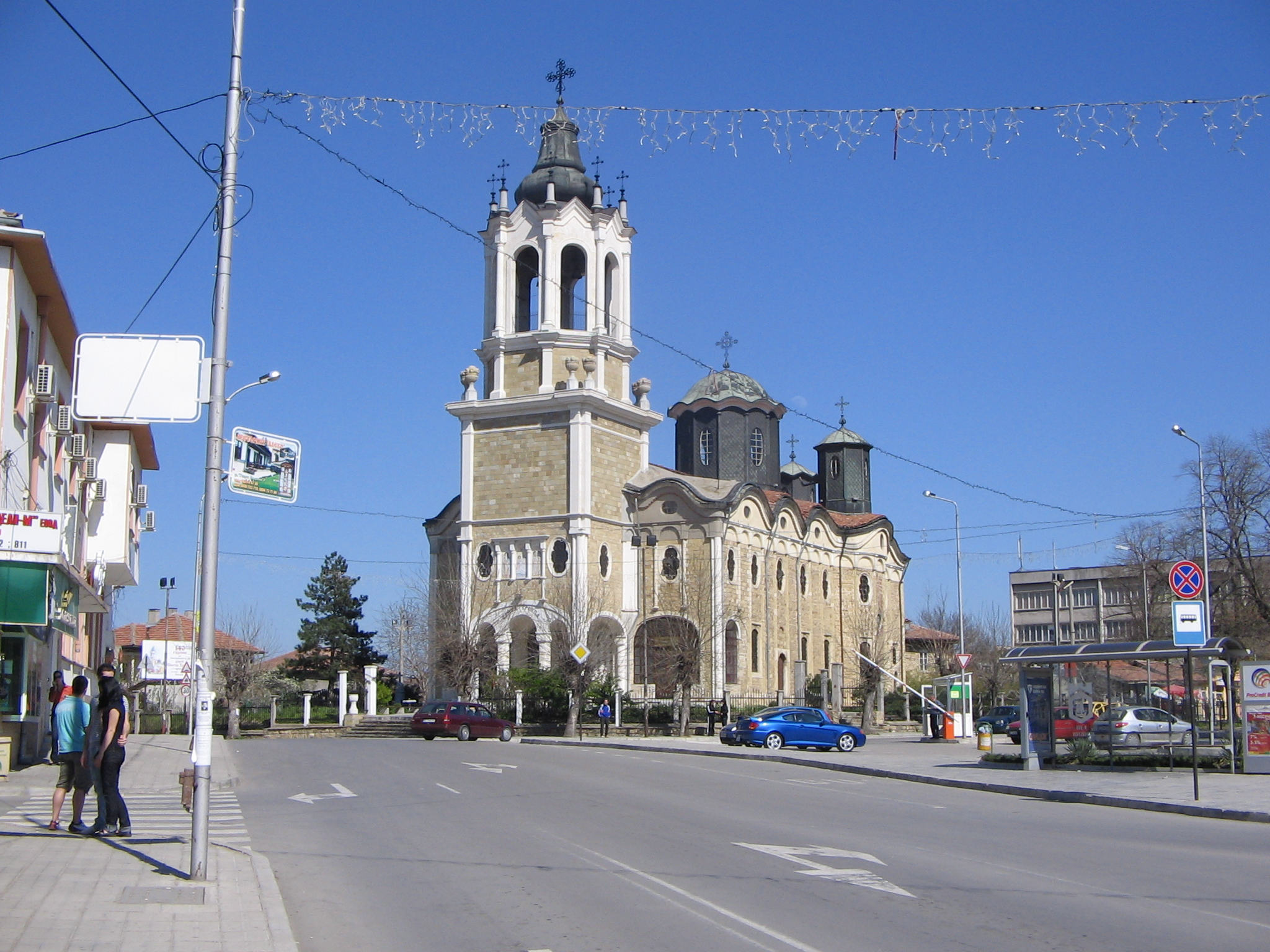

Соборна церква Святої Трійці (болг. Съборна църква „Света Троица“) — болгарська православна церква в північноболгарському місті Свиштов. Церква являє собою прекрасний зразок церковної архітектури Болгарського національного відродження. Освячена 19 вересня 1867 року.

## Архітектура
Будинок побудований за проектом самого відомого болгарського архітектора того часу Николи Фичева. Для будівництва було вибрано найвище місце в місті.
Церква має три нефи. Нави розділені високими колонами, що підтримують як самі нави, так і три малих куполи церкви. Примітний і зовнішній вигляд церкви — гігантська апсида займається весь східний фасад будівлі.
Іконостас завдовжки 16 метрів і заввишки 10 метрів був створений Антоном Пешевом Дебара в 1870–1872 роках. 73 ікони були створені Миколою Павловичем, майстром з Свиштова. Дзвіниця, виконана в стилі бароко, була прибудована в 1883 -1886 роках за проектом Генч Новакова.

## Подальша історія будівлі
У церкві проводили богослужіння багато видатних болгарських ієрархів: перший болгарський екзарх Антим I (1872), митрополит Тирновська Іларіон Макаріопольський (1872), єпископ Васил Друмев (1889).
28 червня 1877 на богослужінні був присутній російський імператор Олександр II.
Він пожертвував шість дзвонів для церковної дзвіниці.
Церква Святої Трійці була пошкоджена під час Бухарестського землетрусу 4 березня 1977, але була згодом повністю відновлена. Сьогодні церква і її іконостас — культурний пам'ятник національної важливості.